# Google Nyheter
Google Nyheter (engelska Google News) är en nyhetstjänst som automatiskt sammanställer nyhetsartiklar från tusentals nyhetsmedier världen över. Tjänsten tillhandahålls av Google. Google Nyheter-sajten lanserades i en betaversion april 2002 och lanserades skarpt i januari 2006.
Webbplatsen drivs av Googles egna datorprogram. Tjänsten kan framställa RSS, XML och arbetsflöden. En begränsad version enbart framställd i text finns också tillgänglig och fler möjligheter till anpassningar av utseende är på väg.
Presentationen av nyheterna på Google Nyheters förstasida sker helt automatiskt, utan mänsklig inblandning, enligt Google Nyheters algoritmer.

## Tekniska specifikationer
Google Nyheter introducerades i en betaversion april 2002, och kom ur betastadiet den 23 januari 2006. Det finns olika versioner av tjänsten i mer än 40 regioner med 19 olika språk (31 juli 2008), och med mer som kommer.
Tjänsten fungerar för närvarande med följande språk: engelska, tyska, franska, spanska, italienska, portugisiska, kinesiska, japanska, koreanska, holländska, arabiska, hebreiska, norska, tjeckiska, svenska, grekiska, ryska, hindi, tamil, telugu, turkiska, polska och malajiska.
Tjänsten täcker nyhetsartiklar från de senaste 30 dagarna på flera olika nyhetssajter. Den engelska versionen täcker över 4 500 sidor. De andra språken har mindre. Förstasidan på Google Nyheter tar med ungefär de första 200 bokstäverna av artikeln och en länk till huvudartikeln. Om sidan som ger ut artikeln kräver medlemskap så visas detta i artikeldeskriptionen. 